# Cofín
Se llama cofín a un cesto o canasto hecho de mimbres y a veces, de esparto, de figura cónica, con correas o sogas para llevarlo al hombro. 
Suele tener de cuarenta y cinco a cincuenta centímetros de altura sobre treinta y cinco de diámetro en su parte superior y trece o quince en la parte inferior. En el ámbito militar se usa para llevar tierra u otros efectos cuando se sitia una plaza o se construyen trincheras.